# Roy op het Veld

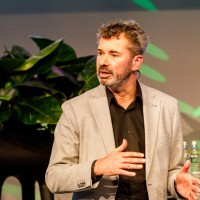
Roy op het Veld

Roy op het Veld (Tegelen, 1970) is een freelance Nederlandse journalist. Hij werkt van 2000 tot 2016 bij Het Financieele Dagblad, waar hij als redacteur onder meer schreef over energie en klimaat. In 2008 publiceerde Op het Veld het boek De strijd om energie. Daarna was hij chef en adjunct- hoofdredacteur. In 2016 werd Op het Veld benoemd tot hoofdredacteur van de regionale krant De Limburger. Sinds april 2022 is hij actief als freelance journalist, auteur en spreker. In oktober 2022 verscheen het boek Eerlijke concurrentie, de strijd tegen marktmacht In mei 2023 verscheen een geheel herziene versie van het boek De strijd om energie. Ook schrijft hij freelance artikelen voor onder meer Trouw, Vrij Nederland en Forum. Daarnaast treedt Op het Veld op als dagvoorzitter, discussieleider en geeft lezingen over onderwerpen als energie- en klimaatcrisis, kartelpolitiek en geopolitieke spanningen.   

## Biografie
Op het Veld groeide op in het Noord-Limburgse Belfeld. Na het behalen van zijn middelbare school in Reuver volgde hij diverse opleidingen: MTS Werktuigbouwkunde (Venlo), HTS Bedrijfskunde en TU Techniek & Maatschappij (beide in Eindhoven). Na zijn afstuderen in 1996 zette Op het Veld zijn eerste schreden in de journalistiek, als verslaggever bij het automatiseringsnieuwsblad Computable.
In 2000 maakte Op het Veld de overstap naar Het Financieele Dagblad (FD), waar hij als redacteur onder meer schreef over de beursgang van World Online (2000) en het bijna-faillissement van KPN (2001). Van 2004 tot 2008 deed hij verslag over de energiesector. Over dit onderwerp schreef hij in 2008 het boek De strijd om energie.
In 2008 werd Op het Veld redactiechef bij het FD. Van 2012 tot 2016 was hij adjunct-hoofdredacteur naast hoofdredacteur Jan Bonjer. In die periode wordt de redactie gereorganiseerd en de krant gerestyled. Ook ging het FD als eerste dagblad van Nederland over op het principe ‘web first’.
In mei 2016 werd Op het Veld hoofdredacteur van De Limburger, de grootste regionale krant van Nederland, waar hij de digitale strategie ontwikkelde. Tijdens zijn hoofdredacteurschap won De Limburger de ‘European Newspaper Award’ voor de best vormgegeven regionale krant van Europa.
In december 2019 vertrok Op het Veld bij De Limburger.
Op het Veld is lid van de adviescommissie van de Stichting Toekomstbeeld der Techniek. Van 2017 tot en met 2019 was hij bestuurslid van de Stichting Mediavalley, een onderzoek- en expertisecentrum voor Limburgse media, en van 2014 tot en met 2016 bestuurslid van de Stichting Masterclasses Financiële Journalistiek, die tot doel heeft om het financieel beoordelingsvermogen van journalisten te verhogen.
Vanaf augustus 2020 was Op het Veld werkzaam in de functie van hoofredacteur bij Change.Inc. en richtte zich vanuit deze rol op de redactionele formule en de ontwikkeling van de redactie. In april 2022 besloot Op het Veld als zelfstandig journalist, auteur en spreker zijn loopbaan te vervolgen. Ter gelegenheid van het twintigjarig jubileum van het Mededingingscongres werd Op het Veld gevraagd de recente geschiedenis van het Nederlandse mededingingsbeleid te beschrijven. Dat heeft geresulteerd in het boek Eerlijke concurrentie - De Nederlandse strijd tegen marktmacht Daarnaast schrijft Op het Veld onder meer voor Trouw, Vrij Nederland en Forum. In het voorjaar van 2023 verscheen een geheel herziene versie van het boek De strijd om energie, waarin hij actuele geopolitieke en economische thema's fileert met een historisch maatschappelijke bril. Ook treedt Op het Veld op als spreker tijdens congressen en tevens is hij dagvoorzitter. 
Rond deze publicaties verscheen hij in de media, onder meer in podcasts en bij signeersessies, en hij groeide uit tot spreker en moderator over onderwerpen als energie, klimaat, marktmacht en maatschappelijk leiderschap. Zijn werk kenmerkt zich door een brede blik, scherpe analyse en maatschappelijke betrokkenheid.  
Daarnaast is Roy op het Veld initiatiefnemer van Studio Schumpeter, een journalistiek platform dat zich richt op energie, economie en de grote maatschappelijke transities van deze tijd. Sinds 2022 verschijnt via dit platform wekelijks een nieuwsbrief op LinkedIn, waarmee hij inmiddels ruim 4.400 abonnees bereikt. In deze nieuwsbrief duidt hij het actuele nieuws op het snijvlak van energie en klimaat, geopolitiek en economie met scherpe analyses en historische context. De nieuwsbrief is uitgegroeid tot een veelgelezen bron voor beleidsmakers, ondernemers en journalisten die op zoek zijn naar verdieping rond thema’s als energietransitie, duurzaamheid en systeemverandering. 
De stijl van Studio Schumpeter is opiniërend, feitelijk onderbouwd en gericht op het grotere geheel. Naast nieuwsanalyses biedt het platform interviews, leestips en reflecties op machtsverhoudingen en economische trends. Roy op het Veld brengt hierbij zijn jarenlange ervaring in de journalistiek – onder meer bij het Financieele Dagblad, De Limburger en als interim-hoofdredacteur van Cursor@TU/e – samen met zijn actuele werk als freelance journalist, spreker en dagvoorzitter. 
Als auteur van De strijd om energie (2023) en Eerlijke concurrentie (2022) positioneert hij zich als een onafhankelijke en betrokken stem in het debat over klimaat, marktmacht en maatschappelijke vooruitgang. 

## Publicaties
- De strijd om energie; hoe de groeiende honger naar olie en gas de wereld in een crisis stort (2008) ISBN 9789047000709
- Eerlijke concurrentie; De Nederlandse strijd tegen marktmacht (2022) ISBN 9789464550290
- De strijd om energie; Hoe we klem kwamen te zitten tussen energiecrisis en klimaatschade. (2023) ISBN 9789047017301